# Måndag-fredag
Måndag-fredag är en låt skriven av Thomas "Orup" Eriksson och inspelad av honom på albumet "Faktiskt". Melodin testades på Svensktoppen den 5 november 2006, men tog sig inte in på listan  . På den svenska singellistan placerade den sig som bäst på 30:e plats.

## Listplaceringar
| Lista (2006) | Position |
| ------------ | -------- |
| Sverige      | 30       |

### Fotnoter
1. ↑  Svensktoppen - 5 november 2006
2. ↑  Swedishcharts - Måndag-fredag på den svenska singellistan